# Petrivka (Novokalceve), Berezivka
Petrivka (în ucraineană Петрівка) este un sat în comunei Novokalceve din raionul Berezivka, regiunea Odesa, Ucraina.

## Demografie
Componența lingvistică a localității Petrivka
     Ucraineană (95,09%)
     Rusă (1,7%)
     Alte limbi (1,88%)
Conform recensământului din 2001, majoritatea populației localității Petrivka era vorbitoare de ucraineană (95,09%), existând în minoritate și vorbitori de rusă (1,7%) și armeană (1,32%).